# Music for the small screen
Music for the small screen is een studio- en verzamelalbum van Gordon Giltrap. Het is een verzameling composities van hem die of bij televisieprogramma’s te horen waren of waarvan het de bedoeling was dat ze daar te horen waren. Uiteraard ontbreekt zijn enige hit Heartsong niet. Dat nummer wordt hier gespeeld door enkele groten uit de rockmuziek: Giltrap, Midge Ure, Neil Murray, Steve Howe, Rick Wakeman en Brian May. Op Revelation highway is Matt Clifford te horen, later terug te vinden in Asia, GTR en Rolling Stones.

## Muziek
| Nr. | Titel                | Duur |
| --- | -------------------- | ---- |
| 1.  | Heartsong            | 4:24 |
| 2.  | The last of England  | 4:46 |
| 3.  | Shady tales          | 2:18 |
| 4.  | The Lord’s seat      | 2:47 |
| 5.  | Holiday romance      | 3:08 |
| 6.  | The unbroken promise | 3:19 |
| 7.  | Brutus               | 2:31 |
| 8.  | The carnival         | 2:01 |
| 9.  | Hold the back page   | 2:19 |
| 10. | Sunburst             | 3:35 |
| 11. | Revelation highway   | 4:30 |
| 12. | Indomitable          | 2:44 |
| 13. | In unison            | 3:57 |
| 14. | Lucky                | 3:04 |